# Szybiertuj
Szybiertuj (ros. Шибертуй) – wieś (ułus) w Rosji, w Buriacji, w rejonie biczurskim. W 2010 liczyła 1167 mieszkańców.